# منحنى إهليلجي
هذا المقال يتحدث عن منحنى رياضي. فيما يتعلق بتقنيات التعمية، انظر تعمية بالمنحنيات الإهليلجية

مجموعة من المنحنيات الإهليلجية. المجال المبين هو [−3,3]^{2}. (عندما يكوناa = 0 و b = 0، فإن المنحنى لا يكون ناعما وبالتالي لا يعتبر منحنى إهليلجيا.)

في الرياضيات، منحنى إهليلجي (بالإنجليزية: Elliptic curve)‏ هو منحنى جبري ناعم، إسقاطي، ذو فتحة واحدة حيث فيها توجد النقطة المحددة O التي هي نقطة عند المالانهاية. يعرف المنحنى الإهليجي على حقل K والنقاط التي توصفه تكون في K2 ، التي هي الجداء الديكارتي ل K مع نفسها، إذا كان محدد الحلقة لا يساوي 2 أو 3 فإن المنحنى يمكن وصفه كمنحنى جبري على مستوى والذي بعد تغيير خطي للمتغيرات، سينتج حل يمثل المنحنى الإهليجي.
يمكن أن يكتب أي منحنى إهليلجي كمنحنى جبري مستو، عرف بمعادلة تأخذ الشكل التالي:
{\displaystyle y^{2}=x^{3}+ax+b\,}
حيث المعاملات a,b هي عناصر من الحقل K، يجب على هذا المنحنى أن يكون غير مفرد، بمعنى أن المنحنى لا يحتوي على أي انعطاف أو يقطع نفسه (بعبارة مكافئة يشترط في معادلة المنحنى الإهليجي التي سبق ذكرها أن يكون: 4a3 + 27b2 ≠ 0) يفهم دائما أن هذا المنحنى يقع دائما داخل مستوى إسقاطي مع النقطة O النقطة المميزة التي تسمة النقطة عند المالانهاية. الكثير من المصادر تعرف المنحنى الإإهليجي ببساطة على أنه منحنى يعطي على شكل معادلة سبق ذكرها عندما تكون معاملات الحقل لها محدد 2 أو 3، المعادلة السابفة ليست عامة لتشمل جميع المنحنيات المكعبة الغير فردية، انظر المنحنيات الإهليجية على حقل عام في الأسفل.
المنحنى الإهليجي عبارة عن abelian variety ما يعني أنه يوجد لها قاعدة معرفة جبريا، ومجموعة المنحنيات الجبرية مع قاعدة المجموعة (group law) تشكل abelian group على اعتبار النقطة عند المالانهاية O هي العنصر المحايد
إذا كانت y2 = P(x) حيث P أي كثير حدود من الدرجة الثالثة فيي x بدون أي جذر مكرر فإن مجموعة الحلول ستكون منحنى مستو غير منفرد ذو فتحة واحدة وهو ما يسمى المنحنى الإهليجي، إذا كان P من الدرجة الرابعة بدون أي جذر مكرر (square free) فإن هذه المعادلة ستمثل أيضا منحنى مستو ذو فتحة واحدة، غير أنه ليس ليده خيار طبيعي للعنصر المحايد، عمومًا أي منحنى جبري ذي فتحة واحدة مثل تقاطع سطحين تربيعيين مضمنين في فضاء اسقاطي ثلاثي أبعاد سيسمى أيضا منحنى إهليجي شريطة أن تحتوي على نقطة معلومة لتمثل العنصر المحايد
باستخدام نظرية الاقترانات الإهليجية يصبح من الواضح أن المنحنيات الإهليجية المعرفة على الأعداد المركبة تشكل ارتباط مع الطارة في المستوى المركب الإسقاطي. الطارة أيضا زمرة تبديلية (abelian group) وهذا الارتباط أيضا يشكل زمرة تكافؤية (group isomorphism)
المنحنيات الإهليلجية مهمة خصوصًا في نظرية الأعداد، حيث تشكل مجالا أساسيا في الأبحاث الحالية. على سبيل المثال، استعملوا من طرف أندرو وايلز (بالاستعانة بريتشارد تايلور) من أجل البرهان على مبرهنة فيرما الأخيرة. لها أيضا تطبيقات في مجال علم التعمية (انظر إلى التعمية باستعمال المنحنيات الإهليلجية) وتحليل الأعداد الصحيحة.
المنحنى الإهليلجي ليس هو القطع الناقص انظر التكاملات الإهليلجية لمعرفة منشأ هذا المصطلح. طبولوجيَّاً المنحنى الإهليلجي المركب هو طارة بينما القطع الناقص المركب هو كرة.

## المنحنيات الإهليلجية عبر الأعداد الحقيقية

تبيان المنحنيين و

التعريف الأصلي للمنحنى الإهليجي يتطلب خلفية في الهندسة الجبرية، من الممكن وصف بعض خصائص المنحنيات الإهليجية المعرفة على الأعداد الحقيقية باستخدام فقط مقدمة في الجبر والهندسة.
في هذا السياق، منحنى إهليلجي هو منحنى مستو معرف بالمعادلة التالية:
{\displaystyle y^{2}=x^{3}+ax+b\,}
حيث a و b عددان حقيقيان. تسمى هاته المعادلة معادلة فايرشتراس.
تعريف المنحنى المستو يتطلب أيضا أن يكون المنحنى غير منفرد. هندسيا هذا يعني أن المنحنى لا يحتوي على أي قرنة، لا يقطع نفسه، ولا يحتوي نقاط معزلة، جبريا هذا يتحقق عندما لا يساوي المميز صفر.
يحسب مميز المنحنى كما يلي:
{\displaystyle \Delta =-16(4a^{3}+27b^{2}).}
ينبغي أن يكون هذا المميز مختلفا عن الصفر.
المنحنى الحقيقي لمنحنى غير مفرد يتكون من جزئين إذا كان المحدد موجبا ومن جزء واحد إذا كان المحدد سالبا، انظر للمنحنيين في الرسمة المقابلة المنحنى المكون من جزئين محدده يساوي 64 والمنحنى المكون من جزء واحد محدده يساوي -368

## قانون الزمرة
عند العمل داخل مستوى اسقاطي يمكننا أن نعرِّف بناء لزمرة على أي منحنى مكعب ناعم، في صيغة فايرشتراس المنحنى سيحتوي على نقطة إضافية تسمى النقطة عند المالانهاية O، التي إحداثياتها المتجانسة [0:1:0] والتي ستكون عبارة عن العنصر المحايد للزمرة.
بما أن المنحنى متماثل حول محور السنات، لأي نقطة P معطى نستطيع أخذ النقطة P- لتكون النقطة المقابلة لها، وبما أن O هي العنصر المحايد فإن O- هي نفسها O.
إذا كان P و Q نقطتان على المنحنى، نستطيع بشكل مميز وصف نقطة ثالثة P + Q على النحو التالي: أولا ارسم خطا يقطع النقطتين P و Q، هذا الخط سيقطع المنحنى المكعب في نقطة ثالثة R سنأخذ R- لتكون ناتج P + Q التي هي النقطة المقابلة ل R
هذا التعريف للجمع يعمل عند جميع النقاط عدا بعض الحالات الخاصة المتعلقة بالنقطة عند المالانهاية والتقاطعات المتعددة. أول حالة عندما تكون أحد النقاط O، حسب تعريف قاعدة الزمرة نعلم أن P + O = P = O + P حيث O هو العنصر المحايد في الزمرة الآن إذا كانت P و Q متقابلتين فإننا نعرف P + Q = O أيضا إذا كانت P = Q فإنه يوجد عندنا نقطة واحدة لذلك لا نستطيع تعريف خط بدون وجود نقطتين فإننا نلجأ إلى الخط المماس للمنحنى عند تلك النقطة على أنه الخط الذي من خلاله نستطيع إيجاد حاصل الجمع، في أغلب الأحيان سيقطع الخطط المماس لنقطة على المنحنى، المنحنى عند نقطة أخرى ونأخذ النقطة المقابلة لها، بيد أنه إذا كانت P هي نقطة انعطاف فإننا سنأخذ R = P وبالتالي تصبح P + P ببساطة النقطة المقابلة لنفسها.
في المنحنى المكعب الذي ليس على صيغة فايرشتراس نستطيع أن نعرف زمرة عليه عن طريق تعيين واحدة من نقاط الانعطاف التسعة على أنها العنصر المحايد، في المستوى الإسقاطي كل خط سوف يقطع المنحنى امعكب في ثلاث نقاط عند وضع التكرارات بعين الاعتبار. لأي نقطة P النقطة P- معرفة على أنها النقطة المحددة الثالثة على الخط المار بO و P لذلك لأي نقطتين P و Q فأن P + Q معرفة على أنها R- حيث R هي النقطة الثالثة المميزة على الخط الذي يحوي P و Q.
لنفرض K هو الحقل الذي معرف عليه المنحنى (بمعنى أن المعاملات في المعادلة الخاصة بالمنحى هي عناصر من الحقل K) ولنسمي المنحنى E. فإن النقاط النسبية من K للمنحنى E، أعني (K-rational points of E) هي النقاط على المنحنى E اتي تقع احداثياتها في K بما في ذلك النقطة عند المالانهاية مجموعة النقاط النسبية من K ل E سنرمز لها بالرمز E(K) وهي أيضا تشكل زمرة وذلك لأن خصائص معادلات كثيرات الحدود تظهر لنا أنه إذا وجد P في E(K) فأن P- ستتواجد أيضا في E(K) وإذا وجد نقطتان من النقاط الثلاثة P,Q and R في E(K) ف بكل تأكيد ستتواجد النقطة الثالة في E(K)، إضافة إلى ذلك إذا كانت K حقل جزئي من L فإن E(K) ستكون زمرة جزئية من E(L).
الزمرة المعرفة مسبقا يمكن تمثيلها جبريا وهندسيا، للمنحنى الإهليجي المعرف على الحقل K بالقاعدة y2 = x3 + ax + b (و سنفرض أن مححده لن يساوي 2 أو 3) والنقاط P = (xP,yP) و Q = (xQ,yQ) على المنحنى لنفرض أولا أن xP ≠ xQ. لنفرض أن y = sx + d هو الخط الذي يقطع P و Q بالتالي فإن ميله سيساوي:
{\displaystyle s={\dfrac {y_{P}-y_{Q}}{x_{P}-x_{Q}}}}
بما أن K حقل فإن s معرفة، معادلة الخط ومعادلة المنحنى يحتويان على على نفس y في النقاط xP, xQ and xR
{\displaystyle (sx+d)^{2}=x^{3}+ax+b}
و التي تكافئ {\displaystyle 0=x^{3}-s^{2}x^{2}-2sdx+ax+b-d^{2}} ونحن نعلم أن جذور هذه المعادلة هي نفس قيم x كما في المعالدة التالية:
{\displaystyle (x-x_{P})(x-x_{Q})(x-x_{R})=x^{3}+x^{2}(-x_{P}-x_{Q}-x_{R})}
بمساواة المعاملات ل x2 وحل المعادلة بالنسبة إلى xR , yR من معادلة الخط ينتج أن
{\displaystyle R=(x_{R},y_{R})=-(P+Q)\;\;\&}
{\displaystyle x_{R}=s^{2}-x_{P}-x_{Q}}
{\displaystyle y_{R}=y_{P}+s(x_{R}-x_{P})}
إذا كانت xp = xq فإنه يوجد خياران إما أن yP = -yQ إضافة إلى ذلك الحالة عندما yP = yQ = 0 فإن الجمع معرف على أنه 0، فينتج أن المعكوس لكل نقطة على المنحنى هو انعكاس النقطة مع محور السنات. إذا كانت yP = yQ ≠ 0 فإن Q = P و R = (xR,yR) = -(P+P) = -2P = -2Q يعطي بالعلاقة التالية:

{\displaystyle s={\dfrac {3x_{P}^{2}+a}{2y_{P}}}}
{\displaystyle x_{R}=s^{2}-2x_{P}}
{\displaystyle y_{R}=y_{P}+s(x_{R}-x_{P})}

## منحنيات إهليجية عبرالحقول العامة
يمكن تعريف الحقول الإهليجية على أي حقل K التعريف الرسمي للمنحنى الإهليجي هو منحنى إساقطي جبري غير مفرد على حقل K مع فتحة واحدة ويحتوي على نقطة مميزة معرفة على الحقل K
إذا لم يكن محدد الحقل 2 أو 3 فإن أي منحنى إهليجي على K يمكن كتابته على شكل:
{\displaystyle y^{2}=x^{3}-px-q}
بعد عمل تغييرات خطية للمتغيرات، لاحظ هنا أن p و q هي عناصر من K والشرط على الطرف الأيمن لكثير الحدود ألا يحتوي على جذر مكرر، لو كان محدد الحقل 2 أو 3 فأن بعض العوامل لا يمكن اختصارها كما في المعادلة السابقة والنتيجة على سبيل المثال في حالة المحدد يساوي 3:
{\displaystyle y^{2}=4x^{3}+b_{2}x^{2}+2b_{4}x+b_{6}}
حيث b2,b4 and b6 هي ثوابت ولاحظ أن كثير الحدود في الطرف الأيكن يحتوي على جذور منفصلة (تم اعتماد هذه الصيغة تبعا لاسباب تاريخية) وفي حالة المحدد يساوي 2 ستكون الصيغة:
{\displaystyle y^{2}+a_{1}xy+a_{3}y=x^{3}+a_{2}x^{2}+a_{4}x+a^{6}}
علما أنه المنحنى المعرف بهذه الصيغة ليس مفرد، إذا لم يكن المحد عائقا فإن كل معادلة يمكن اختزالها إلى المعادلة {\displaystyle y^{2}=x^{3}-px-q} عن طريق التغيير الخطي للمتغيرات المناسب.
يكون المنحنى الإهليجي مجموعة النقاط (x,y) التي تحقق المعادلة المذكورة بحيث أن x و y عناصر من الانغلاق الجبر للحقل K. النقاط على المنحنى التي تنتمي إحداثياتها جميعها إلى الحقل K تسمى k-rational points.

## الآيزوجيني (Isogeny)
لمزيد من القراءة انظر: Isogeny
لنفرض أن E و D هما منحنيين إهليجيين معرفان على الحقل K، الايزوجيني بين E و D هو اقتران احتفاظ محدود للشكل بمعنى:
finite morphism {\displaystyle f:E\rightarrow D} of varietes
الذي يحفظ النقاط الأساسية (basepoints) بعبارة أخرى الاقتران الذي يربط نقطة معطى على E بنقطة على D.

## خوارزميات تستعمل المنحنيات الإهليلجية
تستعمل المنحنيات الإهليلجية عبر الحقول المنتهية في بعض تطبيقات التعمية كما تستعمل في تعميل الأعداد الصحيحة. عادة الفكرة العامة في هذه التطبيقات هو أن الخوارزمية المعلومة والتي تستخدم زمرة منتهية معينة يمكن كتابتها لاستخدام الزمر من الأعداد الجذرية من المنحنيات الإهليجية، للمزيد انظر
- التعمية باستعمال المنحنيات الإهليلجية
- المنحنى الإهليجي لديفي هيلمان لتبادل الشيفرة
- تحليل الاعداد الصحيحة باستخدام المنحنى الإهليجي الخاص بلينسترا
- خوارزمية التوقيع الرقمي بالمنحنيات الإهليجية

## تمثيلات بديلة للمنحنيات الإهليلجية
- منحنى إدواردز
- منحنى مونتغوميري،
- منحنى جاكوبي